# 紇石烈執中
紇石烈執中（？—1213年11月28日），本名胡沙虎，女真人，是一位金朝武將。他在1213年發動政變，殺金主衛紹王，改立宣宗。

## 仕途
金世宗大定八年（1168年），執中任皇太子護衛，其後改任太子僕丞、拱衛直指揮使等職。
章宗明昌四年（1193年），執中因為毆傷監酒官而受罰。未幾，執中遷右副點檢，因「肆傲不奉職」被降為肇州防禦使。次年遷興平軍節度使，其後官職又有變更，曾任知大名府事。承安二年（1197年），執中被召為簽樞密院事。章宗詔執中跟隨丞相完顏襄征伐，執中不欲行，奏曰：「臣與襄有隙，且殺臣矣。」章宗怒其言不遜，命有司治他的罪，既而赦之，出為永定軍節度使。執中後來改任西北路招討使，復為永定軍節度使，又因犯事被解職。
泰和元年（1201年），執中又被起用為知大興府事，任內被御史中丞孟鑄彈劾：「貪殘專恣，不奉法令。釋罪之後，累過不悛。既蒙恩貸，轉生跋扈。」於是執中被改任武衛軍都指揮使。泰和六年（1206年）十月，執中在對宋戰爭中攻克淮陰，進兵圍楚州，遷元帥左監軍。未幾，宋人請和，執中任西南路招討使，改西京留守。
金衛紹王大安元年（1209年）授執中世襲謀克，再次出任知大興府事，後來又復為西京留守，行樞密院，兼安撫使。
1211年，蒙古攻打金朝，執中率兵七千在定安之北迎戰蒙古軍，卻臨陣脫逃，其軍遂潰敗。執中走到蔚州時，擅取官庫銀五千兩及衣幣諸物，奪官民馬，入紫荊關後又杖殺了淶水縣令。執中來到中都，朝廷卻沒有治他的罪，更升他為右副元帥，權尚書左丞。執中更無所忌憚，自請步騎二萬屯宣德州，朝廷只撥了三千人給他，令駐媯川。
崇慶元年（1212年）正月，執中請求移屯他處，給尚書省的文書竟然說：「大兵來必不能支，一身不足惜，三千兵為可憂，十二關、建春、萬寧宮且不保。」引起朝廷不滿，下有司按問，詔數其十五罪，罷歸田里。次年執中又被召至中都，預議軍事。左諫議大夫張行信、丞相徒單鎰等人認為不可以任用執中，事情暫時擱置。

## 政變
衛紹王在至寧元年（1213年）五月再次起用執中，任他為右副元帥，把武衛軍數千人交給他指揮，屯中都城北。執中與其同黨密謀作亂。當時蒙古大軍逼近中都，衛紹王派使者來到執中那裡，責備執中只顧馳獵，不恤軍事。執中怒，詐稱知大興府徒單南平及其子刑部侍郎駙馬都尉沒烈謀反，奉詔討伐他們。八月二十五日，執中率兵入中都，殺了徒單南平及沒烈，然後入宮，以其黨羽為宿衛。執中自稱監國都元帥，逼衛紹王出宮，誘殺了左丞完顏綱。丞相徒單鎰勸執中立完顏珣（即宣宗）為帝，執中於是派人迎接完顏珣，並且殺了衛紹王。九月甲辰，宣宗即位，拜執中太師、尚書令、都元帥、監修國史，封澤王，授中都路和魯忽土世襲猛安。

## 被殺
元帥右監軍术虎高琪屢戰不利，執中警告他說：「今日出兵果無功，當以軍法從事矣。」高琪出戰覆敗，懼罪，在十月率所部軍入中都，圍執中府第，殺了執中。高琪持執中首級向宣宗請罪，宣宗赦之，任他為左副元帥。宣宗又下詔宣佈執中過往的罪狀，削其官爵。

## 兒子
其子豬糞在宣宗即位後獲任命為濮王傅及兵部侍郎。

## 延伸阅读
[在维基数据编辑]
 《金史·卷132》，出自脱脱《金史》